# Pseudochirops corinnae
Pseudochirops corinnae é uma espécie de marsupial da família Pseudocheiridae. Endêmica da ilha de Nova Guiné.